# App Store (iOS/iPadOS)

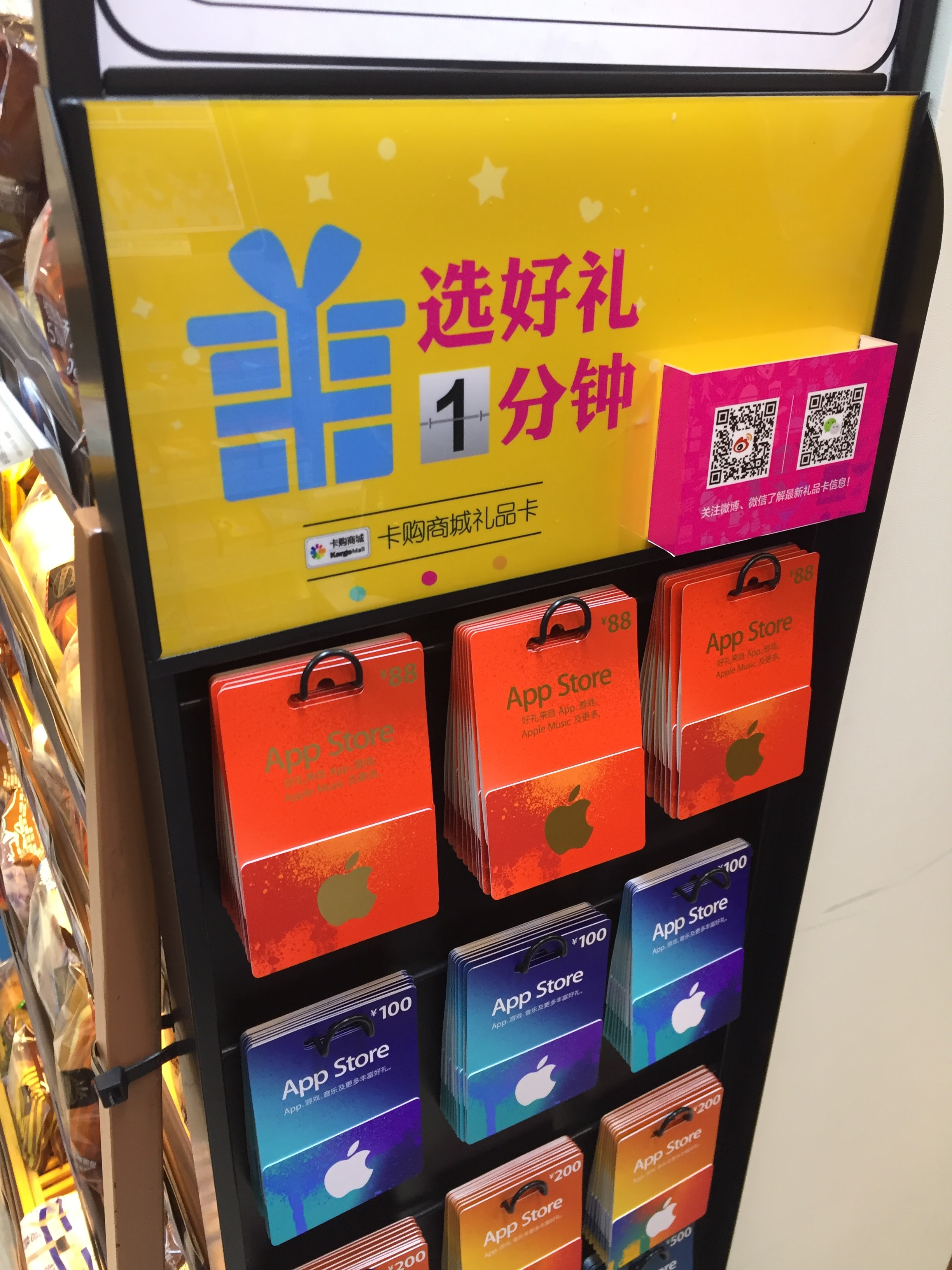
由资和信发行的中国 App Store 充值卡

App Store是蘋果公司為其iPhone、iPad以及iPod Touch等產品建立和維護的数字化移动應用程序發行平台，允許使用者從iTunes Store瀏覽和下載一些由iOS SDK或者Mac SDK開發的應用程序。根據應用程序發行的不同情況，使用者可以付費或者免費下載。應用程序可以直接下載到iOS裝置，至iTunes版本12.7以前也可以透過macOS或者Windows平台下的iTunes下載到電腦中再同步至iOS裝置。其中包含遊戲、日程管理、詞典、圖庫及許多實用的軟件。透過蘋果公司全球軟件開發者年會2012发布的iOS 6第一次改变了商店的用户界面及购物体验，更新程序不需要密码，购买程序无须回到主畫面，新下载的應用程式皆附有“New”标签（iOS 7开始改为蓝色圆点）。2017年发布iOS11时苹果第二次改变了商店的用户界面。
和iTunes Store一樣，蘋果公司透過應用程式的銷售分成從App Store中獲利。蘋果及合作伙伴獲得所有第三方開發者發行的應用程式銷售收入的30%，開發者得到其餘的70%。2018年App store收入466億美元，利潤139.8億美元。2020年7月，App Store禮品卡正式登陸台灣。

## 歷史
2008年7月11日，預裝了iPhone OS 2.0.1的iPhone 3G發行，面向iPhone和iPod Touch的新固件首次支持了App Store。截止2012年，App Store上至少有620,000個第三方應用程式可供下載。2011年5月，蘋果公司審批了它的第500,000個應用程式。這些應用程式中有37%是免費的，平均價格約在3.64美元。2011年1月22日，蘋果宣布App Store迎來了它的第100億次下載。WWDC2012中，库克宣布已有155个国家加入服务，应用程序数量达到650,000个，下载次数达到30,000,000,000次，向开发者支付$5,000,000,000。2019年5月2日，蘋果公告因匯率及稅率問題，調漲台灣、巴基斯坦、哥倫比亞的內購消費價格3%，但實際漲幅約為10～20%。部分Google Play遊戲為求雙平台公平性連帶漲價。
2021年8月25日，南韓國會立法和司法委員會周三通過的《電信商業法》（英語：Telecommunications Business Act）修正案，禁止 Google 與蘋果平台利用其壟斷優勢，向軟體開發商收取程式內購佣金。2024 年 8 月 22 日，根据彭博社报道，Apple 正在对其 App Store 团队进行重组，以应对监管变化。重组计划中，App Store 副总裁 Matt Fischer 预计将于 10 月离开公司。同时，App Store 团队将被拆分为两个部分，一部分继续负责 App Store 的运营，另一部分则专门负责监督替代的应用分发渠道。据悉，这一调整是为了遵守《数字市场法案》，该法案要求 Apple 允许用户从欧盟之外的应用商店和网站下载 iOS 应用。

## 名稱
App Store從iPhone、iPod touch到iPad的應用程序商店都是相同的名稱。App是應用程序英文“Application”的簡稱。隨著蘋果公司App Store成功的經營和其他公司跟隨推出自己的應用程式商店，“App”和“應用（程式）”逐漸成為了一個流行語。蘋果公司曾試圖將App Store註冊為商標，以防其他公司使用，然而其要求禁止亞馬遜公司繼續使用App Store名稱的訴訟卻被法官駁回。

## 审核、越狱及非法程序
所有在App Store供应的應用程式在成功發布之前必須通過蘋果公司的审核，以確保符合SDK中的條款。亦有相當數量的應用程式，如維基解密應用程式，在發布後由於被認定為違反條款而被迫下架。在未越狱的状态中，iOS以往设备只能从App Store中獲取应用程序，而現在一些電腦上的軟件已經能透過自動共享Apple ID的方式來達至免越獄安裝非法应用程序，例如AltStore，這導致了用户更容易地安裝外來的应用程序，雖然已經通過了審查，但是所下載得來的程序是未經付款授權。另一方面越獄主要功能是繞開蘋果公司以及其App Store嚴格的審查制度和對應用程式功能的種種限制。在越獄過後用户能夠進行系統上更高權限的操作root，安裝不被蘋果允許的應用程式。由於缺乏了蘋果的審查，這些应用程序不能保证都安全无害。即便如此，只要不亂下載插件就可以避免上述狀況。

## 里程碑
| 日期           | 應用程式數目 | 累計下載       |
| -------------- | ------------ | -------------- |
| 2008年7月11日  | 500          | 0              |
| 2008年7月14日  | 800          | 10,000,000     |
| 2008年9月9日   | 3,000        | 100,000,000    |
| 2008年10月22日 | 7,500        | 200,000,000    |
| 2008年12月5日  | 10,000       | 300,000,000    |
| 2009年1月16日  | 15,000       | 500,000,000    |
| 2009年3月17日  | 25,000       | 800,000,000    |
| 2009年4月23日  | 35,000       | 1,000,000,000  |
| 2009年6月8日   | 50,000       | 1,000,000,000+ |
| 2009年7月11日  | 55,000       | 1,000,000,000+ |
| 2009年7月14日  | 65,000       | 1,500,000,000  |
| 2009年9月9日   | 75,000       | 1,800,000,000  |
| 2009年9月29日  | 85,000       | 2,000,000,000+ |
| 2009年11月4日  | 100,000      | 2,000,000,000+ |
| 2010年1月5日   | 100,000+     | 3,000,000,000+ |
| 2010年1月27日  | 140,000+     | 3,000,000,000+ |
| 2011年1月22日  | 350,000+     | 10,000,000,000 |
| 2011年6月6日   | 425,000+     | 15,000,000,000 |
| 2012年3月7日   | 585,000+     | 25,000,000,000 |
| 2012年6月12日  | 650,000+     | 30,000,000,000 |
| 2013年6月10日  | 900,000+     | 50,000,000,000 |
| 2014年3月18日  | 1,000,000+   | 65,000,000,000 |

### iPad应用程式
在iPad发布后，共推出了专为iPad设计的应用程序3000个，目前有475,000个专为iPad设计的应用程序（截至2013年10月22日）。

## 各地可用性和事件

### 台灣
「超級手機號碼追踪器」是一款在2011年5月於Apple App Store上架的軟體，聲稱是使用美國中央情報局的衛星定位技術的手機追蹤軟體，只需輸入對方的電話號碼就能進行定位，售價$1.99美元。6月2日，台北市議員應曉薇召開記者會，指稱是騙人軟體，要求蘋果退費。台北市政府法規會發出消費警訊，除要求該軟體下架，並發函要求，在函到後15天之內必須修改服務條款，建立退費機制，業者若不配合，可依消保法第58條處6萬至150萬元罰款。

### 中國大陸
2020年2月，苹果App Store开始要求所有游戏开发者在6月30日之前提供上架中国区App Store的游戏的游戏版号，此前，仅中国区游戏开发者在上架中国区App Store时需要提供版号；2020年8月1日和4日，App Store中国区下架了三万款游戏，2020年12月31日，App Store中国区下架47692款应用，其中绝大多数为无版号游戏，海外独立游戏损失惨重，《侠盗猎车手：罪恶都市》、《侠盗猎车手：圣安地列斯》、《侠盗猎车手III》、《Florence》、《刺客信条：本色》、《水果忍者》、《画中世界》、《饥荒：口袋版》、《地狱边境》、《这是我的战争》、《迷你地铁》、《瘟疫公司》等海外游戏均因为没有版号而遭遇下架，截止2021年1月4日，App Store中国区商店的付费游戏榜中仅剩94款游戏。
2023年9月，苹果要求中国大陆区域的应用程序App必须具备有效的官方备案号才能上架。

### 伊朗
由于美国对伊朗的制裁，伊朗的iOS用户在下载app的时候，会出现1009错误代码而导致无法下载，2016年9月，苹果突然对伊朗开放App Store的访问权限，2017年，苹果从其应用商店中删除了几款流行的伊朗应用，并告诉开发者这些应用由于美国对伊朗的制裁而被移除。此举遭到伊朗电信部长的批评，并引发了伊朗iOS开发者的强烈反对；2018年3月，苹果突然切断了App Store在伊朗的访问权限。因为美国限制，苹果公司无法与伊朗有任何经济交往，所以iPhone只能以走私形式流入伊朗市场，伊朗开发者通常会上架到伊朗国内的iOS市场例如SibApp，这些第三方App Store方便伊朗国内用户绕过美国制裁安装应用和内购，例如在伊朗打车软件Snapp的官网上，有Google Play和Cafe Bazaar的Android下载链接（2013年Google宣布对伊朗提供免费app下载服务），也有伊朗国内的第三方iOS商店，但并没有App Store的下载链接。

### 克里米亚
由于美国在2015年1月加大对克里米亚的制裁，苹果公司宣布切断对克里米亚的服务，包括禁止克里米亚iOS开发者上架任何app，且用户用克里米亚互联网从App Store下载任何app会出现一段俄语提示：
Покупки не поддерживаются
Покупки недоступны в Вашем регионе согласно Регламенту (ЕC) Ne 1351/2014 Европейского Совета Исполнительному приказу Ne 13685 Президента
США.。
不支持购买
根据欧洲委员会（EC）No.1351/2014条例和美国总统No.13685行政命令，

您所在的地区无法购买。
同样，著名游戏贩售平台Steam也切断了对克里米亚半岛的服务，阻止任何在克里米亚的人在其应用商店购买游戏。
同年一月，Google停止向克里米亚提供任何商业服务，包括Google Play。

### 古巴
由于美国的禁运政策，App Store不对古巴提供任何app的下载权限。。

### 叙利亚
由于美国的禁运政策，App Store不得向叙利亚提供服务，任何使用叙利亚IP地址试图从App Store（无论哪个区）下载app的人都会看到1009错误代码提示。

### 美国
2025年1月19日，App Store执行美国《保护美国人免受外国对手控制的应用程序侵害法案》，在美国区移除了Tiktok及多款字节跳动的App。

## 外部連結
- App Store - Apple (中国大陆) （页面存档备份，存于）（简体中文）
- App Store - Apple (香港) （页面存档备份，存于）（繁體中文）
- App Store - Apple (台灣) （页面存档备份，存于）（繁體中文）
- App Store - 官方 Apple 支持 （页面存档备份，存于） (中国大陆)（简体中文）
- App Store - 官方的 Apple 支援 （页面存档备份，存于） (香港)（繁體中文）
- App Store - 官方的 Apple 支援 （页面存档备份，存于） (台灣)（繁體中文）
- App Store - 官方的 Apple 支援 （页面存档备份，存于） (澳門)（繁體中文）
- 充分利用 App Store - Apple Developer （页面存档备份，存于）（简体中文）
- App Store的X（前Twitter）（英文）
- App Store Japan的X（前Twitter）（日語）
- App Store español的X（前Twitter）（西班牙文）